# Richmond Arquette
Pour les articles homonymes, voir Arquette.
Richmond Arquette est un acteur américain né le 21 août 1963 à New York.

## Biographie
Fils de l'acteur et écrivain Lewis Arquette (1935-2001) et de l'actrice Brenda Denaut (1939–1997), il est le frère de Rosanna, Patricia, Alexis et David Arquette et le petit-fils de Cliff Arquette et Milfred Nesbitt et le petit-fils de Josh Denaut et Vanessa Denaut.
Le 11 septembre 2016, sa sœur, l'actrice Alexis Arquette meurt à l'âge de 47 ans des suites du SIDA.

## Filmographie

### Cinéma
- 1993 : The Pickle de Paul Mazursky : garçon de ferme
- 1994 : Kill the Moonlight (en) de Steve Hanft (en) : Sandra's boyfriend
- 1995 : Seven de David Fincher : livreur
- 1995 : Drive Baby Drive de Paul Rachman : Alan
- 1996 : Kiss and Tell (en) de Desmond Elliot (en) : Det. Bob Starr
- 1997 : Gridlock'd de Vondie Curtis-Hall : Resident Doctor
- 1997 : Do me a favor de Sondra Locke : Security Guard
- 1997 : The Girl Gets Moe de James Bruce : Lizard
- 1997 : Last Trip de Finn Taylor (en) : Sheriff
- 1997 : The Alarmist d'Evan Dunsky : Andrew Hudler
- 1997 : Cold Around the Heart de John Ridley : Gas Station Man
- 1998 : The Treat : Christopher
- 1998 : Desert Blue : Truck Driver
- 1998 : Overdrive de Lev L. Spiro : Harding
- 1999 : The Lovely Leave : The Husband
- 1999 : Sugar Town d'Allison Anders et Kurt Voss : Rick
- 1999 : Fight Club : Intern
- 2000 : Spin Cycle : Jaybird
- 2000 : Scream 3 : Student
- 2000 : The Heist de Kurt Voss : Moe
- 2000 : $pent (en) : Jay
- 2000 : The Gold Cup : Hank
- 2001 : See Jane Run
- 2001 : Tweeked : Cadillac Rapist
- 2002 : The Mesmerist : Coroner #2
- 2002 : A Midsummer Night's Rave (en) : Officer Skinner
- 2004 : Illusion : Mortimer
- 2005 : I Hate You : Short film
- 2005 : The Big Empty : Gynecologist
- 2006 : Hookers Inc. : John
- 2006 : The Bliss : Robert
- 2006 : The Darwin Awards de Finn Taylor (en) : Mr. Pearlman
- 2006 : The Tripper : Cooper
- 2007 : Zodiac de David Fincher : Zodiac 1 / Zodiac 2
- 2007 : Halloween de Rob Zombie : Deputy Charles
- 2008 : Wednesday Again : Wag
- 2008 : Made of Honor : Gary
- 2008 : The Butler's in Love (en) : William
- 2008 : L'Étrange Histoire de Benjamin Button (The Curious Case of Benjamin Button) de David Fincher : John Grimm
- 2009 : Endless Bummer (en) de Sam Pillsbury : Harry
- 2009 : The Tip : Short film
- 2010 : 12 FL OZ : Jack Jordan
- 2010 : Mexican Devil
- 2011 : Rift : Officer Kelly
- 2012 : Smashed de James Ponsoldt : Arlo
- 2013 : Broken Blood : Peebo
- 2013 : This Is Martin Bonner : Travis Holloway
- 2013 : Big Bad City : Det. Smitty
- 2013 : National Lampoon Presents: Surf Party : Harry

### Télévision
- 2006 : Medium : David Saunders (saison 2, épisode 14)